# Гуска тасманійська
Гуска тасманійська (лат. Cereopsis novaehollandiae) — вид гусеподібних птахів родини качкових (Anatidae).

## Поширення
Південне узбережжя Австралії та прилеглі острови.

## Зовнішній вигляд
Сірий птах завдовжки 75-100 сантиметрів, вагою — від 3 до 7 кілограмів. Має довгі ноги та шию.

## Спосіб життя
Осілий вид. Моногамний. 
Живиться різноманітними рослинами, травою на пасовищах (переважно, ячменем та конюшиною). 
Розмноження відбувається в період з липня по вересень. Гніздо облаштовує на землі в ямці. Самиця відкладає 3-6 яєць. Насиджування триває 35 днів. 
Тривалість життя — до 20 років.
Гуски курячі можуть пити солону воду, що дозволяє їм залишатися на прибережних островах Австралії протягом усього року. Але плавають — неохоче.

## Підвиди
Існує два підвиди гуски курячої:
- C. novaehollandiae novaehollandiae
- C. novaehollandiae grisea